# Дамгор, Йеспер
Йеспер Дамгор (дат. Jesper Damgaard; род. 6 мая 1975, Хольстебро, Дания) — датский хоккеист, защитник. Он был первым и пока единственным датским хоккеистом, чей номер (№ 7) был выведен из обращения мужской сборной Дании по хоккею с шайбой. Он представлял Данию на рекордных 17 чемпионатах мира подряд, из которых 8 — в высшем дивизионе. Дамгор является рекордсменом по количеству матчей за сборную Дании, сыграв за неё рекордные 256 матчей, забив 45 голов и отдав 69 результативных передач и набрав в общей сложности 114 очков.
Дамгор был вынужден завершить карьеру после сезона 2010/11 из-за сотрясения мозга, полученного в игре за «Мальмё Редхокс». Он пытался вернуться на лёд к чемпионату мира 2011 года, но не смог оправиться от последствий сотрясения мозга.
В 2018 году Дамгаард был награждён премией Торриани от ИИХФ за вклад в датский хоккей и был включён в Зал славы ИИХФ.

## Статистика

### Клубная карьера
| Легенда | Легенда                    | Легенда | Легенда                   | Легенда | Легенда    |
| ------- | -------------------------- | ------- | ------------------------- | ------- | ---------- |
| И       | Количество проведённых игр | Штр     | Штрафное время            | +/−     | Плюс-минус |
| Г       | Голы                       | П       | Голевые передачи          | О       | Очки       |
| -       | Статистика неизвестна      | —       | Статистика не учитывалась |         |            |